# Якопо дель Селлайо
Я́копо дель Селла́йо (італ. Jacopo del Sellaio; бл. 1442, Флоренція — 1493, там само) — італійський живописець.

## Біографія

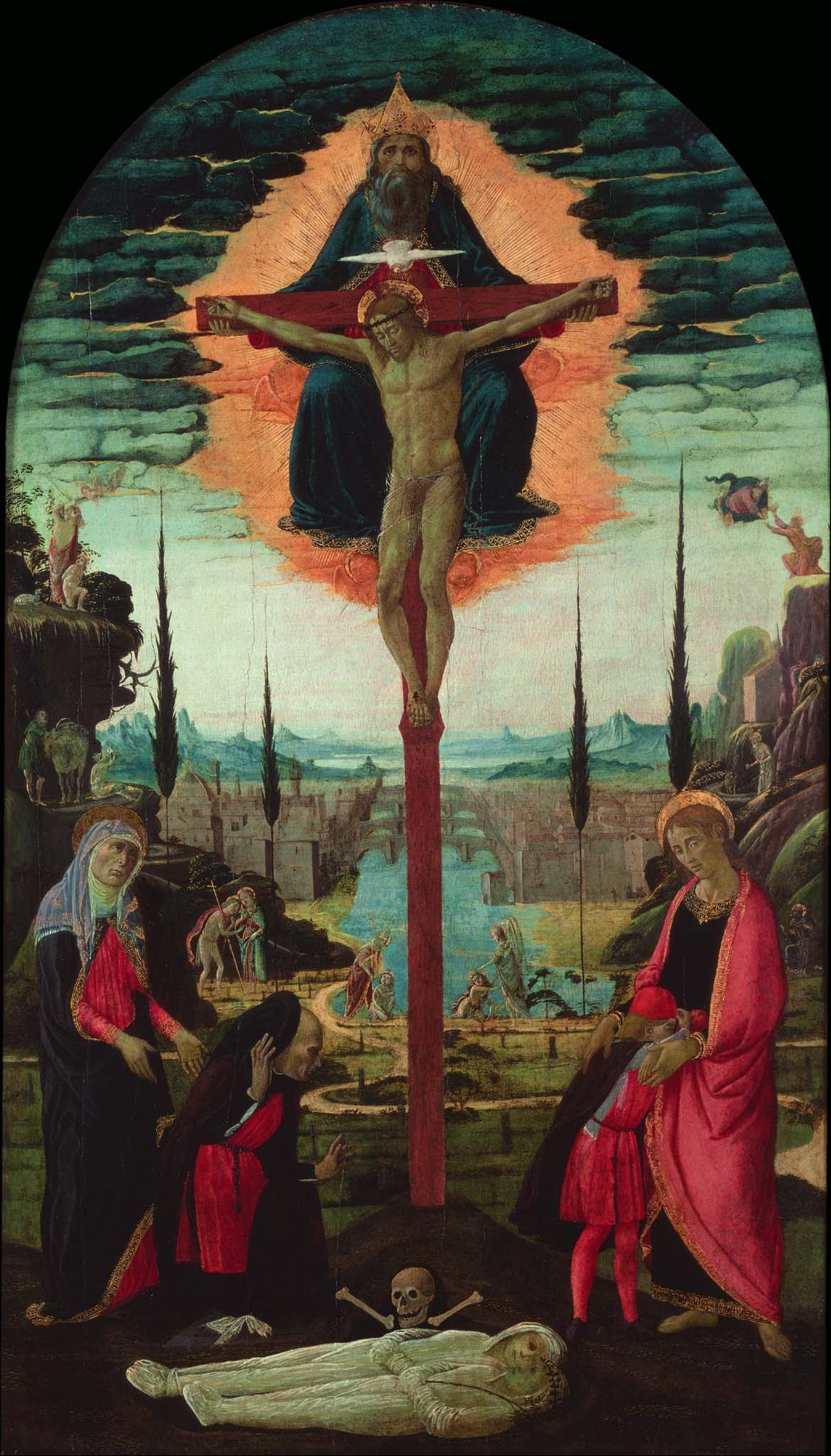
Вівтар, 1480—85, Національний музей західноєвропейського мистецтва, Токіо

Народився у Флоренції приблизно у 1442 році. Навчався у майстерні Філіппо Ліппі. У 1460 році став членом Гільдії св. Луки.
На замовлення флорентійських церков Селлайо писав вівтарні образи, що відрізняються суворою стриманністю і майстерністю виконання. Його пензлю також належить ціла низку зображень Мадонни з немовлям (деякі з них у формі тондо), в яких особливо помітний вплив лінеарного стилю Сандро Боттічеллі і його вишуканої кольорової палітри.
Також художник розписував «кассоне», весільні скрині, що були дуже поширені у Флоренції у період Кватроченто. Живописні вставки, написані художником відрізняються складним композиційним рішенням і великою кількістю фігур.
Художник помер у Флоренції у 1493 році.